# Vasile Pogăceanu
Vasile Pogăceanu (n. 4 ianuarie 1905 – d. 18 martie 1986) a fost un demnitar comunist român, membru al PCR dinainte de 1944. Vasile Pogǎceanu a făcut parte din conducerea tineretului comunist român din Transilvania în decursul ocupației lui Horthy.
A fost prefect de Cluj de la finele anului 1944 până în primăvara lui 1945. În ianuarie 1945, prefectul de Cluj, Vasile Pogăceanu, printr-o ordonanță, permitea înființarea în acest oraș a două universități (română și maghiară). Ulterior, a fost ministru al Cultelor (23 iunie 1951-24 ianuarie 1953), în Guvernul Petru Groza (4), ambasador în Ungaria (1959-1960), RPD Vietnam (1961-1964), Laos (1963-1965) și Siria (1967-1973). La data de 18 martie 1959, prin împuternicirea Prezidiului Marii Adunări Naționale a Republicii Populare Române, Vasile Pogăceanu a semnat convenția consulară între Republica Populară Română și Republica Populară Ungară.

## Distincții
- Medalia „A cincea aniversare a Republicii Populare Române” (24 decembrie 1952) „pentru lupta și munca duse în vederea făuririi, consolidării și prosperării Republicii Populare Române”[5]
- Ordinul „Steaua Republicii Populare Romîne” clasa a III-a (12 august 1959) „pentru merite deosebite în opera de construire a socialismului”[6]
- Medalia „40 de ani de la înființarea Partidului Comunist din Romînia” (6 mai 1961) „pentru activitate îndelungată în mișcarea muncitorească și merite în opera de construire a socialismului”[7]
- Ordinul „23 August” clasa a IV-a (6 mai 1961) „cu prilejul celei de-a 40-a aniversări de la înființarea Partidului Comunist din Romînia, pentru îndelungată activitate în mișcarea muncitorească, pentru merite deosebite în opera de construire a socialismului”[8]
- Ordinul „Tudor Vladimirescu” clasa a III-a (4 mai 1971) „cu prilejul aniversării a 50 de ani de la constituirea Partidului Comunist Român, [...] pentru activitate îndelungată în mișcarea muncitorească și merite deosebite în opera de construire a socialismului”[9]